# Schloss Miller-Aichholz

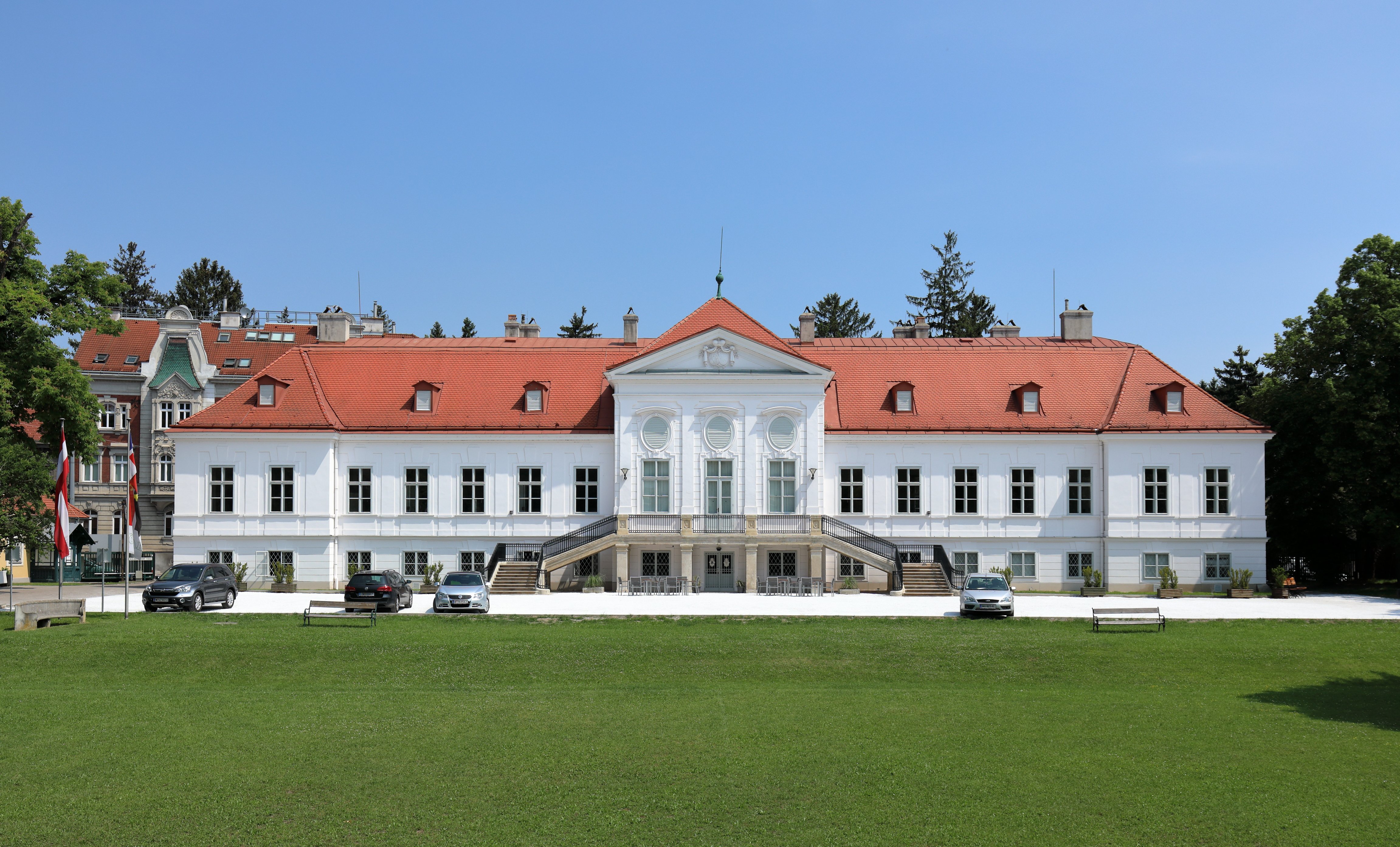
Gartenseitige Ansicht des Schlössels (2017)

Das Schloss Miller-Aichholz (auch Jagdschloss Esterházy), heute auch Europahaus Wien genannt, in der Linzer Straße 429 war ursprünglich ein barockes Gebäude im Wiener Vorort Hütteldorf. Der Ort wurde 1892 in den neuen 13. Wiener Gemeindebezirk, Hietzing, eingemeindet und gehört seit 1938 zum 14. Wiener Gemeindebezirk, Penzing. Das historische Anwesen mit seinem ausgedehnten Park befindet sich im Besitz der Republik Österreich.
Heute kann das Schloss für Hochzeiten, feierliche Veranstaltungen und Seminare gebucht werden.

## Geschichte
Kaiserin Maria Theresia schenkte um 1750 das Hütteldorfer Anwesen dem Freiherrn Johann Georg von Grechtler, der sich nach Plänen von Johann Bernhard Fischer von Erlach ein Jagdschloss errichten ließ. Durch die Erben Grechtlers gelangte die Schlossanlage in den Besitz einer Fürstin Esterházy, geb. Prinzessin Liechtenstein. Ihre Familie und deren Nachkommen nutzten daraufhin mehr als 100 Jahre das Jagdschloss als Sommersitz. Anziehungspunkt waren die im Norden des Schlosses angrenzenden Teile der Wienerwaldberge Wolfersberg und Bierhäuslberg, die dem Kaiserhaus seit 1540 als privates Jagdrevier dienten. Beispielsweise erlegte dort 1846 Erzherzog Franz Karl von Österreich den letzten Wolf des Wienerwalds. Das Jagdschloss Esterházy war ebenso wie die benachbarte, spätere Windisch-Graetz-Villa Treffpunkt der privaten Jagdgesellschaften des Kaisers, insbesondere auch des Kaisers Franz Joseph I. (Das südlich des Esterházy-Schlosses gelegene, später Lainzer Tiergarten genannte, eingefriedete Areal diente auch als Jagdrevier für die offiziellen Jagdeinladungen des Kaiserhauses.)

Penzing und Umgebung um 1872 (Aufnahmeblatt der Landesaufnahme)

Eine Karte von 1872 zeigt im Westen Penzings das Esterházy-Anwesen, südlich des Wolfersbergs und nördlich des Nikolaibergs gelegen (unmittelbar unterhalb der späteren Windisch-Graetz-Villa, symbolisiert durch eine Darstellung des kaiserlichen Reichsapfels). Angezogen durch die kaiserliche Präsenz, entstanden mit dem auslaufenden 19. Jahrhundert in der Umgebung des Jagdschlosses zahlreiche neue Villengebäude, etwa dasjenige der Industriellenfamilie Bujatti. Es kam zu einer gesteigerten Beunruhigung des Wildes, und die kaiserliche Familie zog sich von ihrem privaten Jagdrevier zurück. In der Folge verließ der Hochadel seine dortigen Besitzungen.
Im Jahre 1894 kaufte Dr. Heinrich von Miller zu Aichholz die Schlossanlage, aber die Familie musste sie  aufgrund der Weltwirtschaftskrise im Jahr 1938 an den Staat verkaufen. In der Zeit des Nationalsozialismus war das Schloss eine Erholungsstätte für Beamte der Polizei. Nach dem Krieg waren der Stab und das Generalsekretariat des französischen Hochkommissars (siehe Besetztes Nachkriegsösterreich) im Schloss untergebracht.
1955 wurde das Schloss, das sich nach wie vor im Staatseigentum befand, von der Österreichischen Jungarbeiterbewegung (ÖJAB) besiedelt. Das Schlossareal steht seit 1962 als „Europahaus Wien“ in Verwendung, es war vorübergehend Bildungsstätte des 1962 gegründeten Vereins Europäische Akademie Wien.

## Baubeschreibung

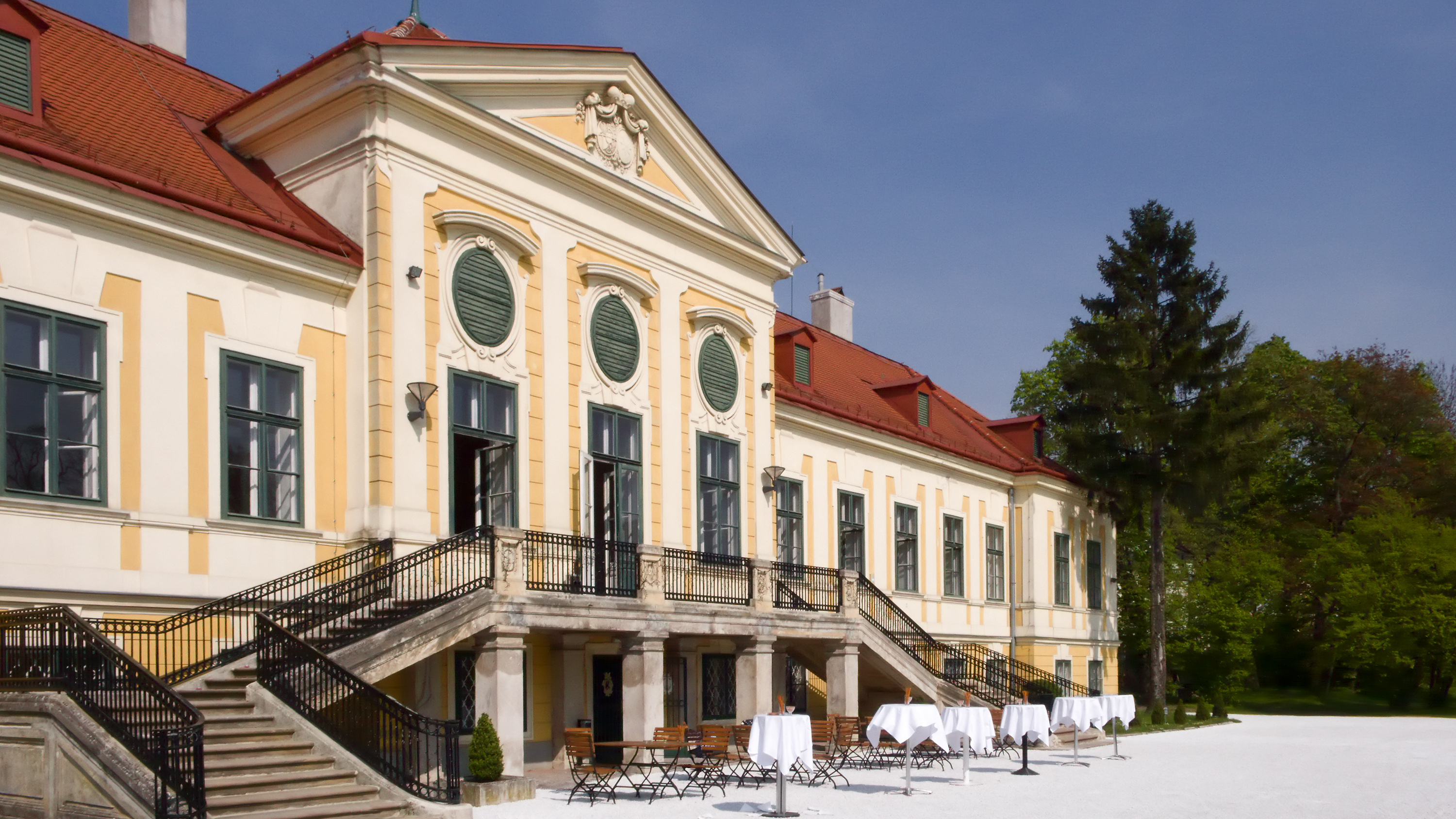
Schloss Miller-Aichholz (2010)

Der zweigeschoßige langgestreckte Bau trägt ein hohes Walmdach mit Gaupen. Die Gartenfront weist seichte Mittelrisalite und einen überhöhten, leicht vorspringenden Mitteltrakt mit dreiachsiger Gliederung auf; vorgelagert ist eine Freitreppe mit kräftigen Kantpfeilern.
Im Erdgeschoß liegen ehemalige Speise- und Küchenräume, z. T. mit Kreuzgratgewölben. Die im Obergeschoß gelegenen Säle haben überwiegend Spiegeldecken und zarte Stuckrahmenfelder. Zur Gartenseite hin sind die Prunkräume (großer Saal, Napoleonsaal, Prinz-Eugen-Saal und Maria-Theresien-Zimmer) angeordnet, in denen originale Kachelöfen mit Rocailledekor stehen. In den Räumen befindet sich eine Bildersammlung, die vor allem aus Kopien alter Meister besteht und u. a. ein Porträt des Prinzen Eugen von Hyacinthe Rigaud umfasst.
Westlich im Park steht ein eingeschoßiges Wirtschaftsgebäude. An der Umfriedungsmauer liegt ein Gewächshaus (das letzte in Wien erhaltene barocke Sonnenfanghaus) aus der ersten Hälfte des 18. Jahrhunderts. Es befindet sich noch weitgehend im Originalzustand, lediglich die Verglasung der Längsfront ist durch eine Bretterwand ersetzt.